# شهرستان اشنویه
شهرستان اُشنویه از شهرستان‌های استان آذربایجان غربی است که در قسمت جنوبغربی این استان قرار دارد. مرکز این شهرستان شهر اشنویه است. این شهرستان با مساحتی بالغ بر ۱۱۸۷ کیلومتر مربع حدود ۳٫۱ درصد از مساحت استان را به خود اختصاص داده است.
این شهرستان از طرف شرق به شهرستان نقده، از شمال به شهرستان ارومیه و از طرف جنوب به شهرستان پیرانشهر متصل است و با دو کشور ترکیه و عراق همسایه می‌باشد.
جمعیت این شهرستان طبق سرشماری سال ۱۳۹۵ برابر با ۷۳۸۸۶ نفر بوده است. مردم این شهرستان به زبان کردی تکلم می‌کنند.

## مردم‌شناسی

#### زبان
زبان بیشینه مردم شهرستان اشنویه زبان کردی سورانی با لهجهٔ مکریانی است. مردمان ایلات هرکی و شکاک به کردی کرمانجی صحبت می‌کنند.

#### مذهب
اهالی شهرستان اشنویه اهل سنت هستند. نزدیک ۹۶٪ سنی شافعی و ۴٪ حنفی هستند.

#### ایلات
از جمله ایلات شهرستان اشنویه می‌توان به ایل زرزا، هرکی، مامش، شکاک و سادات اشاره کرد. تمام این ایلات کُردزبان و سنی مذهب هستند.

## تقسیمات کشوری
تقسیمات کشوری این شهرستان، بنابر آنچه در نتایج آمارگیری سرشماری سال ۱۳۸۵ کل کشور آمده است، بر حسب بخش، شهر، دهستان و روستا به شرح زیر است:

### بخش‌ها
- بخش مرکزی
- بخش نالوس

### شهرها
- شهر اشنویه شنو
- شهر نالوس نلوس

### دهستان‌ها
دهستان‌های بخش مرکزی
- دهستان اشنویه شمالی
- دهستان دشت بیل

دهستان‌های بخش نالوس
- دهستان اشنویه جنوبی
- دهستان هق

## جنگ ایران و عراق
شهر اشنویه نیز در جنگ ایران و عراق نیز مورد حمله شیمیایی قرار گرفت. در روزهای پس از پذیرش قطعنامه ۵۹۸ شورای امنیت از دو طرف جنگ، یعنی سوی جمهوری اسلامی ایران و رژیم بعث عراق، در تاریخ یازدهم مرداد ماه ۱۳۶۷، هواپیماهای ارتش بعثی عراق به بعضی از منطقه‌های شهر اشنویه حمله کرد و در آن حملات از گاز اعصاب خردل استفاده کرد. به دنبال آن حملات، حدود ۲۷۰۰ نفر مصدوم شدند. در این حمله‌ها که در ساعت دو و چهل و پنج دقیقه بامداد (۱۱ مرداد سال ۱۳۶۷) در زمانیکه مردم اشنویه در خواب به سر می‌بردند، تعدادی از منازل مسکونی و در حوالی آنها در طرف غرب و جنوب غربی شهر در مناطق بردهبرده زرد، کچل آباد و مام‌تمر مورد حمله هواپیماهای گاگارین رژیم عراق قرار گرفتند. همچنین، هیئت اعزامی سازمان ملل متحد نیز در گزارش خود، تعداد مجروحان را ۲۶۰۰ نفر اعلام نمود.